# Scott Steiner
Scott Carl Rechsteiner (født 29. juli 1962) er en amerikansk fribryder kendt som Scott Steiner, den ene halvdel af Steiner Brothers med sin bror Rick. Han er tidligere verdensmester i WCW.

## Biografi

### Før wrestling
På Universitetet i Michigan, var Scott Steiner bryder. Han valgte herefter at blive fribryder, og blev trænet af The Sheik. Herefter wrestlede han for mange små forbund, indtil hans gennembrud i WCW.

### World Championship Wrestling
Scott Steiner debuterede ved WCW StarrCade 1989, for at heppe på sin bror Rick Steiner, der besejrede Mike Rotunda og blev TV mester. Da Rick mistede titlen, begyndte de to brøde at wrestle som et yderst populært tag team. Deres popularitet voksede da de vandt tag team titlerne flere gange. Scott Steiner blev også brugt som en singles wrestler af WCW, og han var bl.a. populær for hans Frankensteiner, et trick han selv havde opfundet. Før Steiner-brødrene forlod WCW, nåede Scott at vinde TV titlen.

### World Wrestling Federation
Steiner Brothers debuterede i WWF med stor popularitet i 1992. Holdet vandt WWF tag titlerne et par gange, og fejdede mod hold som Money Inc. og Heavenly Bodies. De formåede endda at wrestle på WrestleMania IX, hvor de besejrede The Headshrinkers. I starten af 1994 forlod de WWF, da de nægtede at wrestle mod hinanden på WWF Royal Rumble 1994.

### Extreme Championship Wrestling
Fra 1995 til 1996 wrestlede holdet for ECW. De kæmpede ofte mod medlemmer af Dudley klanen, og folk som 2 Cold Scorpio, Dean Malenko og Cactus Jack. Kort tid før de forlod ECW, dannede de et hold med Tazz, og fejdede med The Eliminators.

### World Championship Wrestling - Del 2
Steiner Brothers vendte tilbage til WCW, og var stadig populære. Brødrene vandt WCW tag team titlerne fra Harlem Heat, men mistede dem til samme hold igen, bare tre dage senere. Herefter fejdede de med det onde nWo, primært Kevin Nash og Scott Hall. I 1997 begyndte Scott Steiner at opføre sig anderledes, og pludselig enorm muskelvækst satte en række mistanker om steroidmisbrug i gang. Scott Steiner klippede også sit lange hår, og afblegede det. Han fik også et hvidt skæg, med en sort stribe på hagen, og gik altid med solbriller. Her begyndte han en fejde med Buff Bagwell, om hvem der havde WCW's bedste fysik. I 1998 ved WCW SuperBrawl, fuldendte Scott sit "heel turn" da han angreb sin egen bror, i en kamp mod Kevin Nash og Scott Hall. Han fik endnu mere muskelmasse, og gik under tilnavne som "The Genetic Freak", "White Thunder" (grundet hans hvide hår og skæg) og "Big Poppa Pump". Hans nye udseende mindede meget om "Superstar" Billy Graham. Han forblev medlem af nWo, indtil gruppen blev opløst i 1999. Han blev dog medlem igen af den gendannede gruppe, der blev dannet i slutningen af 1999. I 2000 havde Scott Steiner en række små fejder. Da Vince Russo og Eric Bischoff overtog styringen, blev Steiner medlem af New Blood, men var altid et sort får da han ikke rigtig gad lytte til ordrene der blev givet til ham, og han hellere ville gå sine egne veje. Steiner vandt i denne periode U.S. titlen, men den blev taget fra ham da han nægtede at følge reglerne for WCW. Steiner blev på dette tidspunkt kendt som lidt af et utilregneligt og aggressivt monster, både i ringen og bag scenen. Han havde en intens fejde med Goldberg på dette tidspunkt. I november, efter en lang fejde mod WCW-mesteren Booker T, blev Scott Steiner endelig verdensmester. Han beskyttede titlen mod folk som Kevin Nash og Diamond Dallas Page, men på den allersidste episode af WCW Monday Nitro mistede han titlen tilbage til Booker T.

### World Wrestling Entertainment
Før Steiner blev genhyret af WWE i 2002, wrestlede han bl.a. for WWA, hvor han blev deres mester. Han vendte tilbage til WWE, ved WWE Survivor Series i 2002 i Madison Square Garden. Her angreb han Matt Hardy og Christopher Nowinski der havde generet publikum i lang tid. Publikum var ellevilde, og Steiner indledte en fejde med RAW mesteren, Triple H. Steiner fik to forsøg, men vandt ikke titlen fra Triple H. Han var ikke engang med på WrestleMania XIX, og derefter blev Steiner givet en lang fejde med Test, der strakte sig henover 2003. Steiner blev dog med tiden en "bad guy", og vendte Stacy Keibler ryggen. I 2004 blev han fyret igen.

### Total Nonstop Action
Steiner dukkede op i TNA, i 2006 som hjælp til Jeff Jarrett i hans fejde mod Sting. Steiner debuterede ved TNA Destination X i 2006. Herefter blev Steiner en top "bad guy" i TNA, og wrestlede ofte med Jeff Jarrett og hans håndlangere, mod de "gode" i TNA. Han fejdede bl.a. med Samoa Joe, og i 2007 indledte han en fejde med Kurt Angle. På nuværende tidspunkt er Steiner skadet, da han i en kamp blev sparket i halsen af Apolo og fik besvær med at trække vejret. Han forventes tilbage om et par måneder.